# Брезоая (Молдова)
Брезоая (рум. Brezoaia) — село в Штефан-Водском районе Молдавии. Относится к сёлам, не образующим коммуну.

## География
Село расположено примерно в 16 км к западу от города Штефан-Водэ на высоте 129 метров над уровнем моря. В 2 км к югу от села проходит молдавско-украинская граница. Через село протекает река Сарата (Брезой). Ближайшие сельские населённые пункты — сёла Семёновка и Саицы.

## Население
По данным переписи населения 2004 года, в селе Брезоая проживает 1035 человек (513 мужчины, 522 женщины).
Этнический состав села:
| Национальность | Число жителей | Процентный состав |
| -------------- | ------------- | ----------------- |
| украинцы       | 853           | 82.42             |
| молдаване      | 111           | 10.72             |
| русские        | 55            | 5.31              |
| гагаузы        | 5             | 0.48              |
| цыгане         | 1             | 0.1               |
| румыны         | 1             | 0.1               |
| болгары        | 1             | 0.1               |
| прочие         | 8             | 0.77              |
| Всего          | 1035          | 100 %             |